# سن-پل-رو
سن-پل-رو (به فرانسوی: Paul Roux - Saint-Pol-Roux le Magnifique) نویسنده قرن نوزدهم میلادی اهل فرانسه است.